# 里格利灣
里格利灣（英語：Wrigley Gulf）是南極洲的海灣，位於蓋茨冰架對開海域，屬於阿蒙森海的一部分，長約185公里，該海灣在1940年12月被美國的探險隊發現。
74°0′S 129°0′W / 74.000°S 129.000°W